# Kincses Könyvtár
Kincses Könyvtár könysorozat (1954-1965) Romániában, amelyet az Állami Irodalmi és Művészeti Kiadó indított.

## Célkitűzés
A szerkesztők színvonalas és szórakoztató olvasnivalót kívántak a közönséghez eljuttatni. A kiadó népszerű román sorozatai (Biblioteca pentru Toți és Biblioteca Satului), valamint a budapesti Szépirodalmi Könyvkiadó Olcsó Könyvtár sorozata szemmel láthatólag hatott a Kincses Könyvtárra, az előbbiekre formátumban, az utóbbira – különösen a későbbi években – a megjelenő művek kiválasztásában emlékeztetett. 1961-től a sorozatot az Irodalmi Könyvkiadó folytatta (sorozatszerkesztője ekkor Konsza Judit), egészen 1965-ig, amikor helyét a Horizont vette át.

## Kortárs magyar irodalom
A Kincses Könyvtár  kötetei közvetítették az olvasókhoz a kortárs romániai magyar irodalomból Asztalos István, Nagy István, Kovács György, Gagyi László, Kovács Bálint, Tamás Gáspár, a fiatalabb nemzedékből Fodor Sándor, Huszár Sándor, Katona Szabó István, Sütő András novelláit, kisregényeit, később egy kötetnyit Salamon Ernő verseiből s az újra felfedezett Karácsony Benő Napos oldal és A megnyugvás ösvényein c. regényeit. Az irodalompolitikai változások tükröződtek a klasszikus és kortárs magyar irodalom szerepeltetésében is (a minden időkben népszerű Arany János, Gárdonyi Géza, Jókai Mór, Mikszáth Kálmán, Móra Ferenc, Móricz Zsigmond költeményei, elbeszélései, regényei mellett Gábor Andor, Gergely Sándor, Illés Béla után Nagy Lajos, Kaffka Margit, Krúdy Gyula, Tersánszky Józsi Jenő is sorra került).

## Román irodalom
A kortárs román irodalmat Ion Călugăru, Eusebiu Camilar, Mihail Sadoveanu, majd Francisc Munteanu, Marin Preda, Titus Popovici képviseli, a klasszikusokat egy kötetnyi román népmese Bözödi György fordításában, továbbá Ion Luca Caragiale, Gala Galaction, Petre Ispirescu, Cezar Petrescu, Jean Bart, Alexandru Sahia.

## Világirodalom
Világirodalmat először – a Orosz Könyv kiadó kéziratait is átvállalva – a klasszikus és kortárs orosz és szovjet irodalomból nyújt (1958-tól Gogol, Turgenyev, Tyendrjakov, Tvardovszkij, Makszim Gorkij, Korolenko, Fegyin, Ilf és Petrov), majd 1960-tól a más nyelvű irodalmak úttörő kötete (Mark Twain: Egy jenki Arthur király udvarában) után angol, francia, német, olasz félklasszikusok és már rangot nyert kortársak következtek: Graham Greene, Alberto Moravia, Lampedusa, Romain Rolland, Pratolini, Heinrich Böll, Leonhard Frank s mellettük Balzac, Poe, Stendhal, Sólem Aléchem, Julius Fučík, Jan Otčenášek.

## Példányszám-politika
A Kincses Könyvtár az Orosz Könyv néhány hazai fordítását leszámítva inkább a már közönségsikert aratott és elismert magyar fordításokat vette át hazai kiadásra. Jelentősége épp ezért elsősorban a népszerűsítésben állott. Jókai Mór Fekete gyémántok című regényének 20 000-es rekordja és egy 1500-as abszolút minimum között – az 1958-59-es években mesterségesen szinten tartott 2000-5000-es példányszámait nem számítva – általában 5-10 000-es példányszámban jelentek meg az egyes kötetek, s mivel fűzve készültek, az áruk is igen alacsony volt. Így lehetett a Kincses Könyvtár egy fokozatosan táguló és árnyalódó irodalmi műveltség hasznos tényezője.